# 九鬼久隆
九鬼久隆（日语：／ Kuki Hisataka，1617年—1649年3月6日）日本江戶時代初期大名，志摩國鳥羽藩第二代藩主、攝津國三田藩第一任藩主。九鬼守隆五子。官位：從五位下、大和守。有一子隆昌。
久隆生於元和3年（1617），但也有說是元和4年（1618）。他在8歲時皈依金剛證寺，名曰壽良。長兄良隆體弱多病被廢嫡。寬永9年（1632）父親死去，久隆還俗，並繼承家督。三兄隆季表達強烈不滿，引起騷動。幕府責令久隆減封3萬6000石並移往攝津三田藩，隆季則領丹波國綾部藩2萬石，且從此失去自嘉隆以來水軍力量。
之後擔任高槻藩守護一職。慶安2年（1649）死去，長子隆昌繼位。法名青陽宗源春光院。